# Campeaux (Oise)
Campeaux település Franciaországban, Oise megyében. Lakosainak száma 485 fő (2022. január 1.). Campeaux Canny-sur-Thérain, Ernemont-Boutavent, Héricourt-sur-Thérain, Mureaumont, Saint-Samson-la-Poterie és Formerie községekkel határos.

## Népesség
A település népességének változása:
| Lakosok száma | 539  | 537  | 529  | 503  | 487  | 488  | 490  | 487  | 485  |
|               | 2013 | 2015 | 2016 | 2017 | 2018 | 2019 | 2020 | 2021 | 2022 |